# Richard Acland
Sir Richard Thomas Dyke Acland, 15. Baronet (* 26. November 1906 in Broadclyst, Devon; † 24. November 1990 in Exeter) war ein britischer Politiker (Liberal Party, British Common Wealth Party, Labour Party).

## Leben und Tätigkeit
Acland war der älteste Sohn von Sir Francis Dyke Acland, 14. Baronet, einem langjährigen Abgeordneten der Liberal Party im britischen Parlament, aus dessen erster Ehe mit Eleanor Margaret Cropper. In seiner Jugend besuchte er die Rugby School und studierte dann am Balliol College der Universität Oxford. Er diente kurzzeitig in der British Army und erreichte den Rang eines Lieutenant der 96th (Royal Devon Yeomanry) Field Brigade der Royal Artillery. Anschließend arbeitete er zunächst als Dozent, bevor er 1939 am Inner Temple als Barrister zugelassen wurde. 1939 erbte er von seinem Vater dessen Adelstitel als 15. Baronet, of Columb John in the County of Devon (geschaffen 1644) und als 11. Baronet, of Columb John in the County of Devon (geschaffen 1678).
Bei der Unterhauswahl des Jahres 1935 gelang es Acland als Abgeordneter der Liberal Party im Wahlkreis Barnstaple ins House of Commons, das britische Parlament, gewählt zu werden. Da während des Zweiten Weltkriegs keine Parlamentswahlen stattfanden, hatte der dieses Mandat bis zur nächsten Unterhauswahl im Sommer 1945 inne. Zuvor hatte er bereits bei den Wahlen von 1929 (im Wahlkreis Torquay) und 1931 (im Wahlkreis Barnstaple) für einen Unterhaussitz kandidiert, war aber stets seinen konservativen Gegenkandidaten unterlegen. 1942 verließ er die Liberalen und schloss sich der von ihm mitbegründeten Common Wealth Party an, von 1944 bis 1945 war er deren Vorsitzender. In der folgenden Wahl im Sommer 1945 – die mit einem allgemeinen Kollaps der Common Wealth Party verbunden war, die sämtliche Parlamentssitze bis auf einen einbüßte – verlor Acland seinen Sitz an den konservativen Kandidaten Christopher Peto.
Politisch rückte Acland unter dem Eindruck des Erfolges der faschistischen Systeme auf dem europäischen Kontinent in den 1930er Jahren immer weiter nach links, so dass er sich innerlich schließlich weitgehend von der Liberal Party entfremdete. Bei Ausbruch des Zweiten Weltkrieges bekannte er sich zum Sozialismus. In seinem Buch Unser Kampf, das im Februar 1940 erschien, trat er für die Etablierung eines christlich-sozialistischen Systems als Grundlage für die politische Zukunft Großbritanniens wie ganz Europas ein. In der von ihm im Juli 1942, nach seinem offiziellen Ausscheiden aus der Liberal Party, zusammen mit J. Priestley gegründeten Common Wealth Party – die während des Krieges bei einigen Nachwahlen Erfolge für sich verbuchen und Unterhaussitze, die bisher von den etablierten Parteien besetzt wurden, erobern konnte – galt Acland als dominierende Figur. Politisch etablierte Acland die Common Wealth Party als eine Kraft, die links von der Labour Party, aber rechts von den Kommunisten angesiedelt war. Die Partei forderte die Sozialisierung der Produktionsstätten und -mittel, insbesondere der landwirtschaftlichen und industriellen Produktion, sowie generell eine Reduzierung des Privateigentums und eine Vergemeinschaftung von großem Besitz. Des Weiteren trat sie für eine Entkolonialisierung der britischen Kolonien ein.
Von den nationalsozialistischen Polizeiorganen wurde Acland Ende der 1930er Jahre als wichtige Zielperson eingestuft: Im Frühjahr 1940 setzte das Reichssicherheitshauptamt in Berlin ihn auf die Sonderfahndungsliste G.B., ein Verzeichnis von Personen, die im Falle einer erfolgreichen deutschen Invasion Großbritanniens durch die Sonderkommandos der SS-Einsatzgruppen mit besonderer Priorität ausfindig gemacht und verhaftet werden sollten.
Im Gefolge der allgemeinen Auflösung der Common Wealth Party schloss Acland sich noch 1945 der Labour Party an. Anlässlich einer Nachwahl im November 1947 im Wahlkreis Gravesend gelang es ihm dann, als Kandidat der Labour Party ins Parlament zurückzukehren, dem er diesmal bis 1955 als Abgeordneter angehörte.
Von 1950 bis 1951 hatte er das Amt des Second Church Estates Commissioner der Church of England inne. 1955 trat Acland aus Protest gegen die Unterstützung der Entscheidung der konservativen Regierung, Großbritannien nuklear zu bewaffnen, durch die Labour Party aus dieser aus. Bei seinem Versuch, seinen Unterhaussitz bei der Parlamentswahl desselben Jahres als parteiunabhängiger Kandidat zu verteidigen, unterlag er gegen den konservativen Kandidaten.
Im September 1955 trat Acland eine Stelle als Mathematiklehrer (maths master) an der Wandsworth Grammar School in Sutherland Grove in London an. Politisch trat er 1957 wieder hervor als er sich an der Gründung der Campaign for Nuclear Disarmament (CND), der größten britischen Organisation zur Förderung einer Politik der nuklearen Abrüstung, beteiligte.
Von 1959 bis zu seiner Pensionierung 1974 lehrte Acland am St. Luke’s College of Education in Exeter.
Seinen geerbten Landsitz bei Killerton in Devon (6880 Hektar) überschrieb Acland 1944 im Einklang mit seinen sozialistischen Überzeugungen dem National Trust. Es war die bis dahin größte Schenkung an Landbesitz, die diese Stiftung erhielt.

## Familie
Acland war verheiratet mit der Architektin Anne Stella Alford († 1992). Die beiden hatten vier Söhne, darunter sein Erbe Sir John Dyke Acland, 16. Baronet.

## Schriften
- Only one Battle, 1937.
- What Really Happened in Berlin. An analysis of the diplomatic correspondence immediately preceding the outbreak of war, 1939.
- Unser Kampf (Our Struggle), Penguin Books, 1940.
- The Forward March, Allen & Unwin, 1941.
- What It Will Be Like in the New Britain, Victor Gollancz, 1942.
- How It Can Be Done. A Careful Examination of the Ways in which we can, and cannot, advance to the Kind of Britain for which many hope they are fighting, MacDonald, 1943.
- Public Speaking, 1946.
- Keeping Left, 1950.
- Waging Peace. The Need for a Change in British Policy, 1954.
- We Teach Them Wrong. Religion and the Young, 1963.
- A Move to Integrated Curriculum, 1967.